# Pörgés (regény)
A Pörgés (Spin) egy 2005-ben megjelent hard sci-fi regény Robert Charles Wilson tollából. A könyvet Wilson legnépszerűbb munkái közé sorolják, mely 2006-ban elnyerte a Hugo-díjat regény kategóriában. A szerző még két másik könyvet is írt, melyek a Pörgés világában játszódnak, de a főbb karakterek mindhárom kötetben mások. Ezek a Tengely, és az Örvény. A rajongók a Pörgés folytatásaként tekintenek ezekre a regényekre, bár Wilson szerint a Pörgés önálló regény. A regény vegyíti a sci-fit a romantikus és a lélektani regényekkel, valamint az apokaliptikus témákkal.
Magyarul 2007-ben jelent meg a Galaktika Fantasztikus Könyvek-sorozat tagjaként, Gálvölgyi Judit fordításában.

## Cselekmény
|  | Alább a cselekmény részletei következnek! |

A történet több szálon fut. Az egyik az apokaliptikus, évtizedekkel távolibb jövőben, a másik pedig a paranoid közeljövőben. Mindkettő főszereplője Tyler Dupree, aki néhány barátjával közösen nézte végig, ahogy az égről eltűntek a csillagok, és felbukkantak a feltételezettek. Az esemény később a Nagy Elsötétedés néven híresült el. A Nap csupán egy halvány korong lett az égen, a Hold eltűnt, a mesterséges űrobjektumok pedig kivétel nélkül lezuhantak, és maradványaik olyan vénnek tűnnek, mintha a nyilvántartottnál sokkal régebben keringtek volna a Föld körül.
Kutatók próbálják megfejteni a rejtélyt, és megdöbbentő dolgokról rántják le a leplet. A Földet egy idegen lények építette fal szigeteli el a világegyetem többi részétől, és odakint sokkal gyorsabban telik az idő. Olyan sebességgel telik, hogy a kutatások kimutatásai alapján már csak negyven éve maradt az emberiségnek a végső apokalipszisig.
A társadalmat teljesen felforgatják az események, és elszabadul a pokol. Az utak veszélyessé válnak a portyázó banditák miatt, és a kártékony ideológiákat terjesztő szervezetek befolyása is nőttön nő. Tylernek ebben a világban kell segítenie a barátján, és vigyáznia a szerelmére.
|  | Itt a vége a cselekmény részletezésének! |

## Magyarul
- Pörgés; ford. Gálvölgyi Judit; Metropolis Media, Bp., 2007 (Galaktika fantasztikus könyvek) ISBN 978-963-87357-2-0